# 克里斯·劳埃德
克里斯·劳埃德（1980年10月10日—）是多米尼克的一名400米田径运动员。他的个人最好成绩为45.40秒，是于2007年在美国堪萨斯州劳伦斯取得的。而多米尼克的最好成绩为菲利普·布鲁斯创造的45.31秒。但是劳埃德保持着该国200米20.62秒的记录，该项记录创造于2006年4月。
他在2003年和2005年参加过世界田径锦标赛，在2004年和2006年参加过世界室内田径锦标赛。他还参加过2004年夏季奥林匹克运动会但并无斩获。他曾于2007年的泛美运动会上获得男子400米铜牌。
劳埃德代表多米尼克参加了在中国北京举办的2008年夏季奥林匹克运动会并在第一轮以20.90秒取得小组第六但无缘四分之一决赛。